# NGC 6089
NGC 6089 est une galaxie lenticulaire relativement éloignée et située dans la constellation de la Couronne boréale. Sa vitesse par rapport au fond diffus cosmologique est de 9 662 ± 28 km/s, ce qui correspond à une distance de Hubble de 142,5 ± 10,0 Mpc (∼465 millions d'al). NGC 6089 a été découverte par l'astronome germano-britannique William Herschel en 1791.
La galaxie lenticulaire située au nord-est de NGC 6089 est LEDA 3442030. Sa vitesse radiale est égale à 9 362 ± 3 km/s. Ces deux galaxies forment donc une paire physique de galaxies, mais la luminosité de LEDA 3442030 est certes trop faible pour avoir été observée par Herschel.

## Galaxie à sursaut de formation d'étoiles
NGC 6089 est une galaxie à sursaut de formation d'étoiles. Une intense formation d'étoiles prend place dans NGC 6089 et cela provoque des sursauts de formation d'étoiles qui soufflent les gaz de cette galaxie. Le haut taux de formation d'étoiles serait dû à la collision entre NGC 6089 et la galaxie LEDA 3442030 (aussi désignée comme SDSS J161241.33+330215.7),,. La formation d'étoiles produit une forte émission infrarouge, elle est décrite comme l'une des formations les plus actives.